# Jan Thadeus

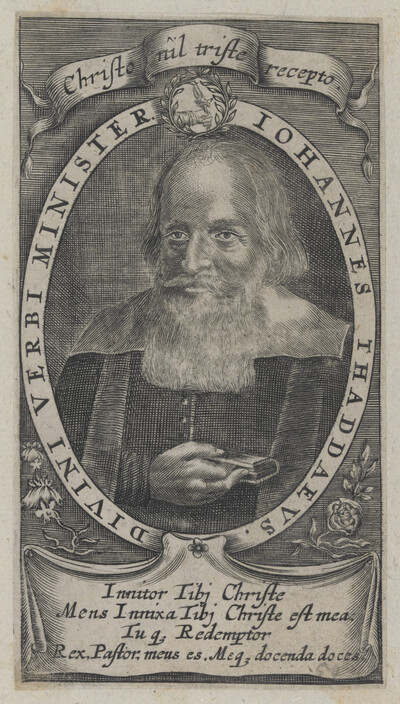
Jan Thadeus - portrét z knihy Conciliatorium biblicum

Jan Thadeus Meziřičský (2. polovina 16. století?, Meziříčí na Moravě – 13. ledna 1652 Žitava), byl český luterský kazatel, teolog, spisovatel, humanista a pobělohorský exulant. Další formy jeho jména jsou: Mezerziczenus (latinsky od Meziříčí); Thaddaeus, Thaddäus, Thaddeus (příjmení); Ioannes, Johann, Johannes, Jeannes, jeho křestní jméno bylo užito i ve formě Janus a John.

## Život

### Rodiště
Místo narození Jana Thadea není známé. Byl zván Meziřičský, což odkazuje na rodiště v Meziříčí na Moravě, chybí však záznamy, zda šlo o Velké Meziříčí nebo jiné místo. Zde ale stojí za zmínku i fakt, že z Meziříčí v opočenském panství pocházelo (i když později) velmi mnoho exulantů.

### Působení ve vlasti
Jan Thadeus studoval v Prostějově, v Praze a poté na Univerzitě ve Wittenbergu. Na Wittenberské univerzitě byl imatrikulován dne 24. května 1589 společně s Janem Theodorem Sixtem z Ottersdorfu a dalšími osobnostmi českého humanismu. Studium na této univerzitě však z finančních důvodů nedokončil a zvolil si dráhu duchovního.
Dne 28. března 1591 by ordinován na utrakvistického kazatele. Roku 1593 se stal kaplanem v Kutné Hoře, poté působil na různých místech, např. na Starém Městě Pražském, v Turnově, roku 1605 v Mnichově Hradišti; v letech 1610–1618 byl kazatelem v chrámu sv. Barbory v Kutné Hoře, Kutná Hora byla ultrakvistickým městem. V letech 1618–1623 byl děkanem farnosti v Jičíně, toto místo bylo rovněž ultrakvistickým centrem. Když byla v pobělohorské době jičínská farnost přidělena jezuitům, vzdal se svého úřadu, avšak v Jičíně ještě zůstal.

### V exilu
Do exilu odešel až v roce 1628 a roku 1630 usadil se v Žitavě, kde se jeho dům stal střediskem exulantů. Za saského vpádu odjel do Prahy, ale brzy se do Žitavy vrátil. V letech 1640 a 1641 je jeho jméno uvedeno v seznamu exulantů; přísahu věrnosti zeměpánovi složil v Žitavě. Dne 20. září 1638 zemřela jeho (druhá) manželka Marie Rosendörfer. Za zmínku stojí skutečnost, že v Žitavě bylo v roce 1641 přihlášeno k pobytu 113 domácností českých exulantů, ale větší množství rodin přihlášeno nebylo, město bylo přelidněné a bránilo se dalšímu přílivu uprchlíků, kteří prchali z násilím rekatolizovaných Čech. Žitavská Městská rada usilovala o zákaz přijímání dalších uprchlíků a o rozpuštění trpěného českého sboru, do něhož tajně docházeli i návštěvníci z Čech. Jan Thadeus byl v Žitavě podezírán ze zakázaného kalvinismu a byl vyšetřován kvůli své knize Conciliatorium biblicum. Později tuto knihu věnoval žitavské městské radě, protože chtěl ve městě zůstat. (V Žitavě bylo z kalvinismusu obviňováno mnoho exulantů, např. skupina pirenských Čechů musela kvůli pokoutním kalvínským schůzkám město opustit.)
Dle literatury byl Thadeus výborným a pohotovým řečníkem. Mezi exulanty byl oblíben, ale městské duchovenstvo mu nepřálo. Kvůli obvinění z kalvinismu mu byl odepřen veřejný pohřeb a jeho tělo muselo být zakopáno večer po 9. hodině, pravděpodobně tam, kde je dnes klášterní hřbitov. Jan Thadeus zemřel v Žitavě v době neukončeného vyšetřování dne 13. ledna 1652. Jeho (třetí) manželce Alžbětě Stoltze, která zemřela 13. dubna 1661 rovněž v Žitavě, byl postaven náhrobní kámen.

## Dílo

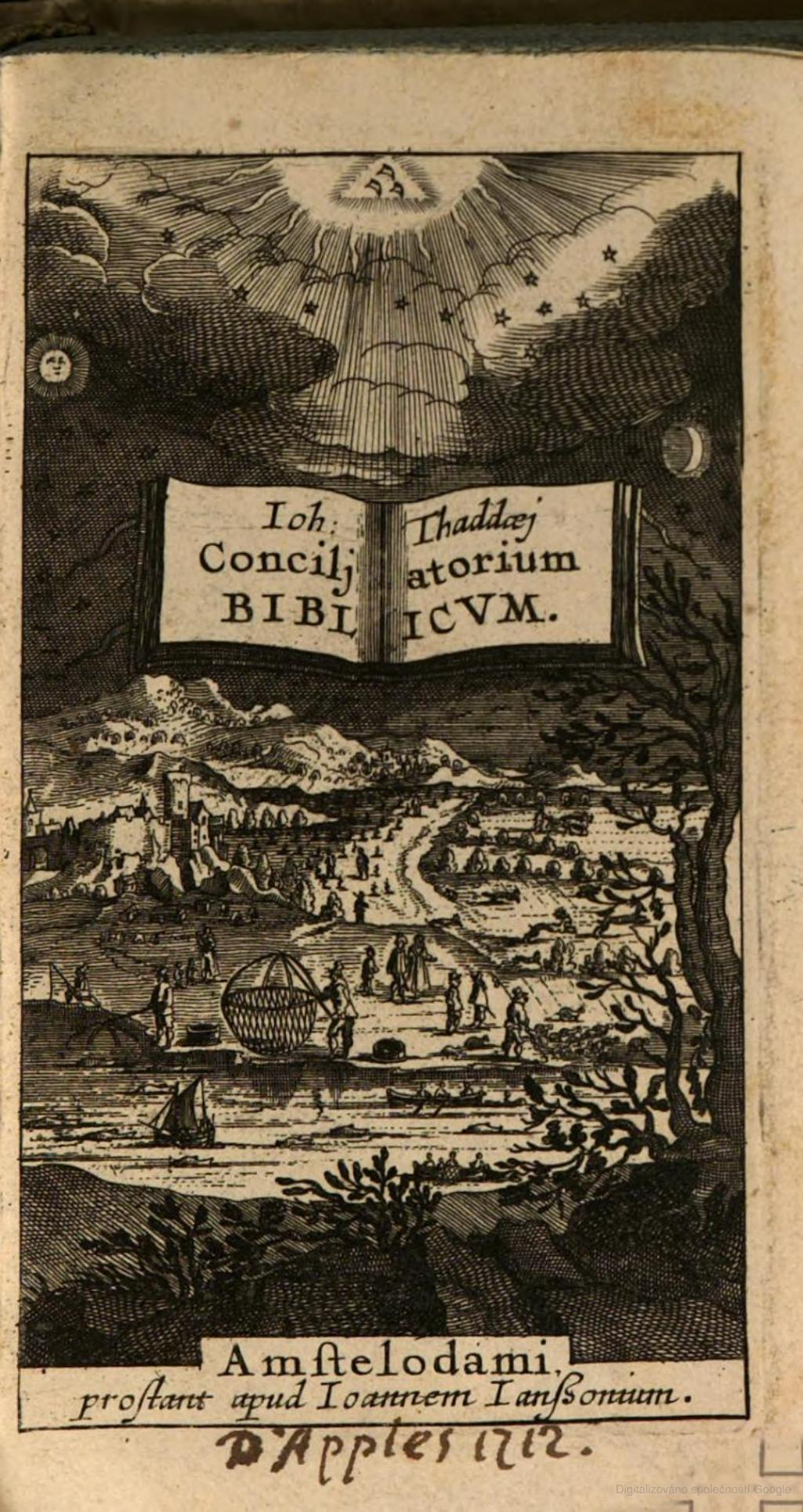
Ilustrace z knihy Conciliatorium biblicum vydané v Amsterdamu

Jan Thadeus sepsal řadu knih a spisů. Svá díla psal latinsky a česky:
- Vysvětlení o stavu manželském artikulů některých, jako o původu, příčinách, požehnání a kříži (vydáno roku 1605). Jedná se o česky psaný spis, který autor dedikoval rytíři Maxmiliánu Rašínovi z Rýzmburku a na Vinařích. Ten si sepsání knihy objednal a zaplatil.
- Promluvení při pohřbu Adama Slavaty (vydáno v roce 1616). Adam Slavata z Chlumu zemřel v Kutné Hoře, kde byl Jan Thadeus kazatelem.
- Pohřební kázání o příhodě jičínské (vydáno v roce 1620).
- Útrpný život a bolestná smrt Pána našeho Ježíše Krista. Vydáno v Praze po krátkém návratu Jana Thadea z exilu v roce 1632 u tiskaře Matěje Marinka Pardubského.
- Conciliatorium biblicum. Jedná se o jeho nejvýznamnější spis psaný latinsky. Poprvé tato kniha vyšla v latině v Amsterdamu v roce 1648, nakladatelem byl nizozemský kartograf a nakladatel Jan Janssonius (opětovně byla kniha vydána několikrát, např. v letech 1658, 1703, 1713 či 2011). V roce 1662 byla kniha vydána v anglickém překladě v Londýně. Jan Thadeus psal knihu v Bredě. V Bredě se nějaký čas zdržoval v naději, že zde najde uplatnění. Když se jeho naděje začaly rozplývat, věnoval tuto knihu žitavské městské radě, kde byl obviněn. Kalvinistické myšlenky mu dokázány nebyly, ale během vyšetřování Thadeus zemřel. Conciliatorium Biblicum byla dekretem ze dne 27. září 1678 zařazena na seznam zakázaných knih katolickou církví Index librorum prohibitorum. [8] Kniha ve formě biblického průvodce rozebírá 1050 případů vzájemně si odporujících míst ve Starém a Novém zákoně, která se pokouší vyložit a smířit.[2][9]
- Ethicae christianae virtutes (latinsky Ctnosti křesťanské etiky) byl poslední spis Thadea vydaný ve Zhořelci v roce 1650. Tímto spisem proti sobě vzbudil velký odpor, který vedl k jeho vyšetřování a odepření veřejného pohřbu v Žitavě.

Poněvadž celocírkevní Index librorum prohibitorum obsahoval pouze zakázanou literaturu psanou latinsky nebo ve světových jazycích, jezuita Antonín Koniáš sestavil pro potřeby domácí misionářské a cenzurní praxe analogický přehled závadných publikací, které se vyskytovaly v českých zemích. Přehled se nazýval Clavis haeresim claudens & aperiens; Klíč kacířské bludy k rozeznání otvírající, k vykořenění zamykající a byl vydán v roce 1729. Po Koniášově smrti vyšla další podstatně doplněná a zpřehledněná verze tohoto díla pod názvem Index Bohemicorum librorum prohibitorum (Praha 1770). Do tohoto seznamu zakázaných knih byly zařazeny tři české spisy Jana Thadea: Vysvětlení o stavu manželském, Promluvení při pohřbu Adama Slavaty a Pohřební kázání o příhodě jičínské.